# Kimberly Foster
Kimberly Foster (Fort Smith, 6 luglio 1961) è un'attrice statunitense.

## Filmografia parziale

### Cinema
- Una folle estate (One Crazy Summer), regia di Savage Steve Holland (1986)
- La retata (Dragnet), regia di Tom Mankiewicz (1987)
- You Can't Hurry Love, regia di Richard Martini (1988)
- Se hai un dubbio... prendine due (It Takes Two), regia di David Beaird (1988)
- Love Bites, regia di Malcolm Marmorstein (1993)

### Televisione
- Cover Up - 3 episodi (1985)
- I mulini a vento degli dei (Windmills of the Gods) - miniserie TV (1988)
- Dallas - 50 episodi (1987-1991)
- Verità ad ogni costo (Bay City Story) - film TV (1992)
- La valle dei pini (All My Children) - 14 episodi (1994-1995)